# 路蕃
路蕃（？—？），曹魏亭侯、西晉驍騎將軍。

## 生平

### 壽春之戰
甘露二年（公元257年），諸葛誕起兵作亂，平寇將軍臨渭亭侯龐會與時任騎督偏將軍的路蕃在平叛中表現勇猛，龐會因此進爵鄉侯，路蕃則封亭侯。

### 討伐劉猛
泰始七年（公元271年），匈奴中部統帥劉猛叛亂。時任驍騎將軍的路蕃前往討伐，胡奮為監軍、假節，在硜北駐軍，作為路蕃的援軍。西晉軍大破劉猛軍，劉猛帳下將領李恪斬殺劉猛而投降。